# Thunar
Thunar（ソナー）はLinuxその他のUnix系システム用のファイルマネージャであり、GTK+ 2ツールキットを用いており、Xfce version 4.4 RC1以降に同梱されている。ThunarはBenedikt Meurerによって開発されており、もともとはXfceのファイルマネージャであった XFFM を置き換えることを目的としていた。Thunarは当初はFilerと呼ばれていた。しかし名称の重なりを避けるために Thunar に改名された。 
Thunarプロジェクトの主な目標は、軽快でクリーンで使い易いファイルマネージャを作ることである。ファイル (GNOME) やKonquerorなど他のいくつかのLinuxファイルマネージャよりも素早く起動し反応が良いように設計されている。アクセシビリティは、プロジェクトのもうひとつの目標であり、（例えばGNOME Accessibility Toolkitなどの）ユーザ支援技術を使って達成されている。Xfceの他の部分同様、Thunarはfreedesktop.orgなどで示されている標準に基づくように設計されている。Thunar の設計はシンプルで軽量だとはいえ、その機能はプラグインによって拡張することができる。
Thunar は北欧神話の雷神トール（Thor）に因んで名付けられた。

## インタフェース
ThunarはUnixの世界における無数のツリー表示によるファイルマネージャとは違ったユーザインタフェース の構築を意図している。
そのインタフェースはThunarの核となるコードが書かれるより前に開発された。初めに、最小限に動作するソフトウェアの原型がPythonで書かれた。機能が追加されユーザインタフェース要素がユーザ試験に応じて繰り返し変更された。

## API
Thunarではサードパーティーの開発者のために API が提供されている：
- "thunar-vfs" は高度なファイルシステム操作のための高機能クロスプラットフォームAPIを提供する。
- "thunarx" はファイルマネージャ自体の機能拡張を構築するためのライブラリを提供する。

また、様々なファイル形式でのコンテキストメニューに配置されるスクリプトを書くことでもThunarを拡張できる。

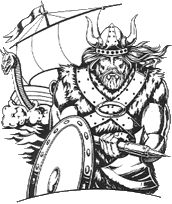
Thunar のトール（Thor）